# Xã Tuscola, Michigan
Xã Tuscola (tiếng Anh: Tuscola Township) là một xã thuộc quận Tuscola, tiểu bang Michigan, Hoa Kỳ. Năm 2010, dân số của xã này là 2.082 người.